# Luis Alberto Camargo González
Luis Alberto Camargo González (Duitama, departament de Boyacá, 3 de febrer de 1965) va ser un ciclista colombià, que fou professional entre 1987 i 1996. Del seu palmarès destaquen les dues victòries d'etapa a la Volta a Espanya.

## Palmarès
- 1986
  - Vencedor de 2 etapes de la Volta a Colòmbia
  - Vencedor d'una etapa del Tour de la CEE
  - 1r al Tour de Guadalupe
- 1989
  - Vencedor d'una etapa de la Volta a Espanya
  - Vencedor d'una etapa del Clàssic RCN
- 1990
  - Vencedor d'una etapa de la Volta a Espanya
- 1992
  - 1r a la Volta a les Valls Mineres i vencedor d'una etapa
  - 1r al Clàssic RCN i vencedor d'una etapa
- 1994
  - Vencedor d'una etapa de la Volta a Astúries

### Resultats al Tour de França
- 1987. Abandona (17a etapa)
- 1989. 20è de la classificació general
- 1991. 18è de la classificació general
- 1992. Abandona (13a etapa)

### Resultats a la Volta a Espanya
- 1989. 51è de la classificació general
- 1990. 22è de la classificació general
- 1992. 13è de la classificació general
- 1993. Abandona (12a etapa)
- 1994. 10è de la classificació general